# Joanna Prykowska
Joanna Prykowska (ur. 1 września 1970) – polska wokalistka i autorka tekstów. W latach 1989–2000 członkini zespołu Firebirds. Prezenterka w programie Na gapę stacji Canal+. Studiowała socjologię. Od 2009 roku współtworzyła Joanna & The Forests. Od 2020 roku tworzy z Pawłem Krawczykiem duet Anieli.

## Życiorys

### Muzyka
Wraz z zespołem Firebirds nagrała trzy płyty: Desire (1995), Kolory (1996), Trans (1998). Popularność przyniósł im album Kolory. Piosenka Harry z tej płyty wielokrotnie zajmowała pierwsze miejsca na listach radiowych. Do sukcesu płyty przyczynił się udział zespołu w tournée Edyty Bartosiewicz jesienią 1995 roku. Edyta Bartosiewicz została również producentką albumu Kolory. W 1996 roku przygotowała wraz z zespołem własną interpretację piosenki Ewy Demarczyk pt. Groszki i róże. Kompozycja została wydana jedynie na singlu. Z zespołem nagrała również piosenkę świąteczną Trzy życzenia. W 1997 roku wzięła udział w nagraniu nowej wersji piosenki Moja i twoja nadzieja na singel – cegiełkę dla ofiar powodzi. W 1998 nagrała piosenkę Serce rozbitkiem jest na potrzeby filmu U Pana Boga za piecem. Występowała na festiwalu w Jarocinie (1990), Sopocie (1996), Opolu (1996, 1997). Współpracowała z grupą Millennium. Nagrała dwie piosenki na ich album Entropy (2000): Sweet Summer Days, Season. Napisała słowa do To ty, pierwszego singla z debiutanckiej płyty zespołu Virgin Virgin (2002). W 2002 roku zaśpiewała piosenkę Wandering na albumie Przemysława Thiele pt. Modlitewning. Z grupą Hedone nagrała utwór To tylko miłość (z albumu Playboy, 2005). Wystąpiła również w teledysku do tej piosenki.
W roku 2012 zaśpiewała w utworze "Departed" na albumie projektu Werk (Maciej Werk) a w 2020 roku ponownie zaśpiewała z Hedone na albumie "2020"  (utwór Jak?).
18 kwietnia 2012 roku ukazał się album zespołu Joanna & The Forests pt. Jaśniebajka. Do tytułowej piosenki powstał teledysk. Klip został nakręcony w Berlinie przy współpracy studentów z Beuth University Berlin. Choreografię ułożyła Krystyna Łukomska Brand.
Na początku 2022 roku zainaugurował działalność zespół Anieli, czyli duet Prykowskiej z Pawłem Krawczykiem. 9 września 2022 zespół Anieli zaprezentował debiutancki krążek pt. Blask.

### Teatr
Wraz z Konradem Pawickim dokonała przekładu piosenek Nicka Cave’a oraz wystąpiła w zainspirowanym nimi spektaklu muzycznym Miłosne opowieści (reżyseria: Paweł Niczewski, premiera: 6 stycznia 2001, Piwnica Przy Krypcie, Szczecin). Grała i śpiewała w spektaklu Sens życia według Tiger Lillies (2003), bazującym na piosenkach brytyjskiego zespołu The Tiger Lillies.

## Dyskografia
Firebirds
- Desire (Music Corner, 1995)
- Kolory (Izabelin Studio, 1996)
- Trans (Izabelin Studio, 1998)
- Skrzydła EP (Baltic Art, 2001)

Joanna & The Forests
- Jaśniebajka (Creative Music, 2012)
- Aniela (wersja cyfrowa, 2015)

Anieli
- Blask (Kayax, 2022)[13]